# Orlando Bloom

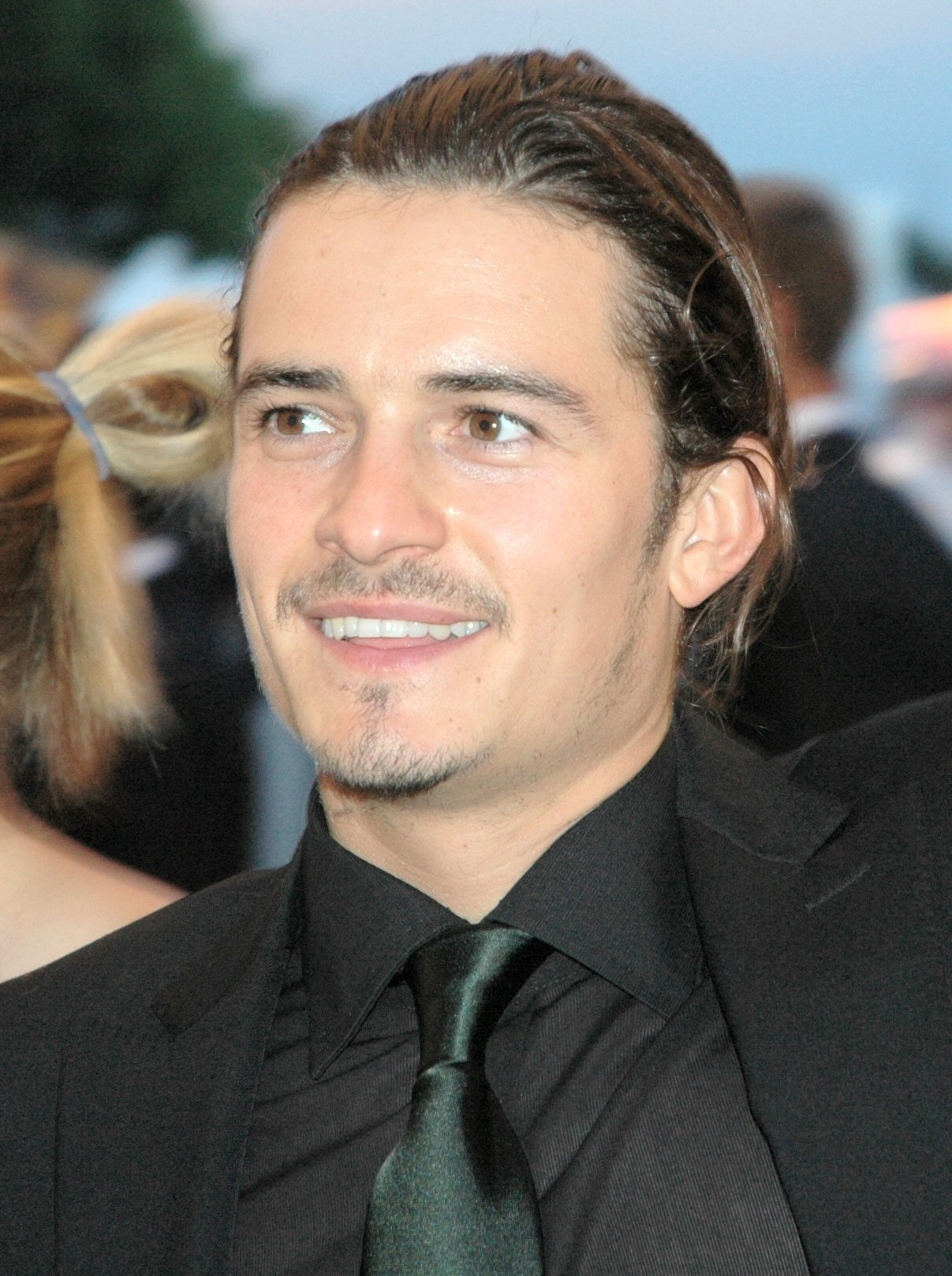
Bloom in 2005

Orlando Jonathan Blanchard Copeland Bloom (Canterbury, 13 januari 1977) is een Engels acteur. Hij speelde onder meer Legolas in de filmtrilogieën The Lord of the Rings en The Hobbit. Verder acteerde hij in onder meer Black Hawk Down, Troy, de Pirates of the Caribbean-films en Kingdom of Heaven.

## Biografie
Orlando draagt de naam Bloom omdat zijn moeder hem vertelde dat hij de zoon is van Harry Bloom, haar eerste echtgenoot. Na de dood van Harry Bloom (1981) onthulde Sonia Bloom de ware identiteit van Orlando's biologische vader, Colin Stone, die ze na de dood van Harry Bloom ook huwde.
In 1993 verhuisde Bloom naar Londen om daar naar het National Youth Theater te kunnen gaan. Daar bracht hij twee jaar door en won er uiteindelijk een studiebeurs om te gaan studeren bij de British American Drama Academy. Tijdens zijn opleiding had hij een paar kleine televisierolletjes, waaronder een in Midsomer Murders (aflevering Judgement day), maar zijn filmdebuut kwam op twintigjarige leeftijd met Wilde over Oscar Wilde (gespeeld door Stephen Fry). Vlak daarna begon hij een opleiding aan de Guildhall School of Music and Drama in Londen.
In 1998 brak hij zijn rug na een val van drie verdiepingen naar beneden en er werd gevreesd dat hij nooit meer zou lopen. Twaalf dagen later liep hij volledig genezen het ziekenhuis uit. Niet lang daarna, een paar dagen voordat hij klaar was met zijn opleiding, kreeg hij de rol van Legolas in de The Lord of the Rings-trilogie (2001-2003) aangeboden, nadat hij auditie had gedaan voor de rol van Faramir. Ze vonden hem meer geschikt als elf, later bleek dit een uitstekende beslissing. Bloom kreeg veel lof voor zijn personage.

### Privéleven
Bloom huwde in juli 2010 het Australische topmodel Miranda Kerr. Zij hebben samen een zoon. Na een huwelijk van drie jaar kondigde het stel op 24 oktober 2013 aan te willen scheiden, na een paar maanden eerder al met wederzijdse instemming uit elkaar te zijn gegaan. Hij was verloofd met zangeres Katy Perry. Samen hebben zij een dochter. In juli 2025 kondigden zij aan uit elkaar te zijn gegaan.

## Trivia
- Bloom wijdde zich in 2004 aan het Nichiren-boeddhisme, een religie waar hij zich al jaren mee verbonden zegt te voelen.
- Bloom had een relatie met de Amerikaanse actrice Kate Bosworth.
- Bloom brak al eens zijn rug, ribben, neus, beide benen, arm, pols, vinger en teen.
- Bloom heeft sinds 2014 een ster op de Hollywood Walk of Fame.

## Filmografie
- Wilde (1997) – Gigolo
- The Lord of the Rings: The Fellowship of the Ring (2001) – Legolas
- Black Hawk Down (2001) – Todd Blackburn
- The Lord of the Rings: The Two Towers (2002) – Legolas
- Ned Kelly (2003) – Joe Byrne
- Pirates of the Caribbean: The Curse of the Black Pearl (2003) – Will Turner
- The Lord of the Rings: The Return of the King (2003) – Legolas
- The Calcium Kid (2004) – Jimmy Connely
- Troy (2004) – Paris
- Haven (2004) – Shy
- Kingdom of Heaven (2005) – Balian of Ibelin
- Elizabethtown (2005) – Drew Baylor
- Love and Other Disasters (2006) – Hollywood Paolo
- Pirates of the Caribbean: Dead Man's Chest (2006) – Will Turner
- Pirates of the Caribbean: At World's End (2007) – Will Turner
- New York, I Love You (2009) – David
- Sympathy for Delicious (2010) – The stain
- Main Street (2010) – Harris Parker
- The Good Doctor (2010) – Dr. Martin Ploeck
- The Three Musketeers (2011) – Duke of Buckingham
- The Hobbit: The Desolation of Smaug (2013) – Legolas
- Zulu (2013) – Brian Epkeen
- The Hobbit: The Battle of the Five Armies (2014) – Legolas
- Digging for Fire (2015) – Ben
- Unlocked (2017) – Jack Alcott
- Pirates of the Caribbean: Dead Men Tell No Tales (2017) – Will Turner
- The Outpost (2019) – Ben Keating
- Gran Turismo (2023) – Danny Moore
- On the Edge (tv-serie) (2024) – als zichzelf